# General Atomics MQ-1 Predator
Pour les articles homonymes, voir Predator.
Le MQ-1 Predator est un drone militaire d'altitude de croisière moyenne et de longue autonomie entré en service en 1995, au terme d'un programme qui a coûté 2,4 milliards de dollars. Son coût unitaire est estimé - selon la version - entre 3,5 et 4,5 millions de dollars auxquels il faut ajouter le prix de la station sol de téléopération par satellite.

## Historique
- 1994, Premier vol.

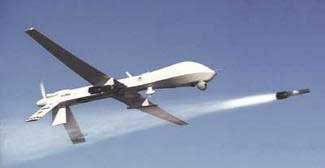
Predator tirant un missile Hellfire

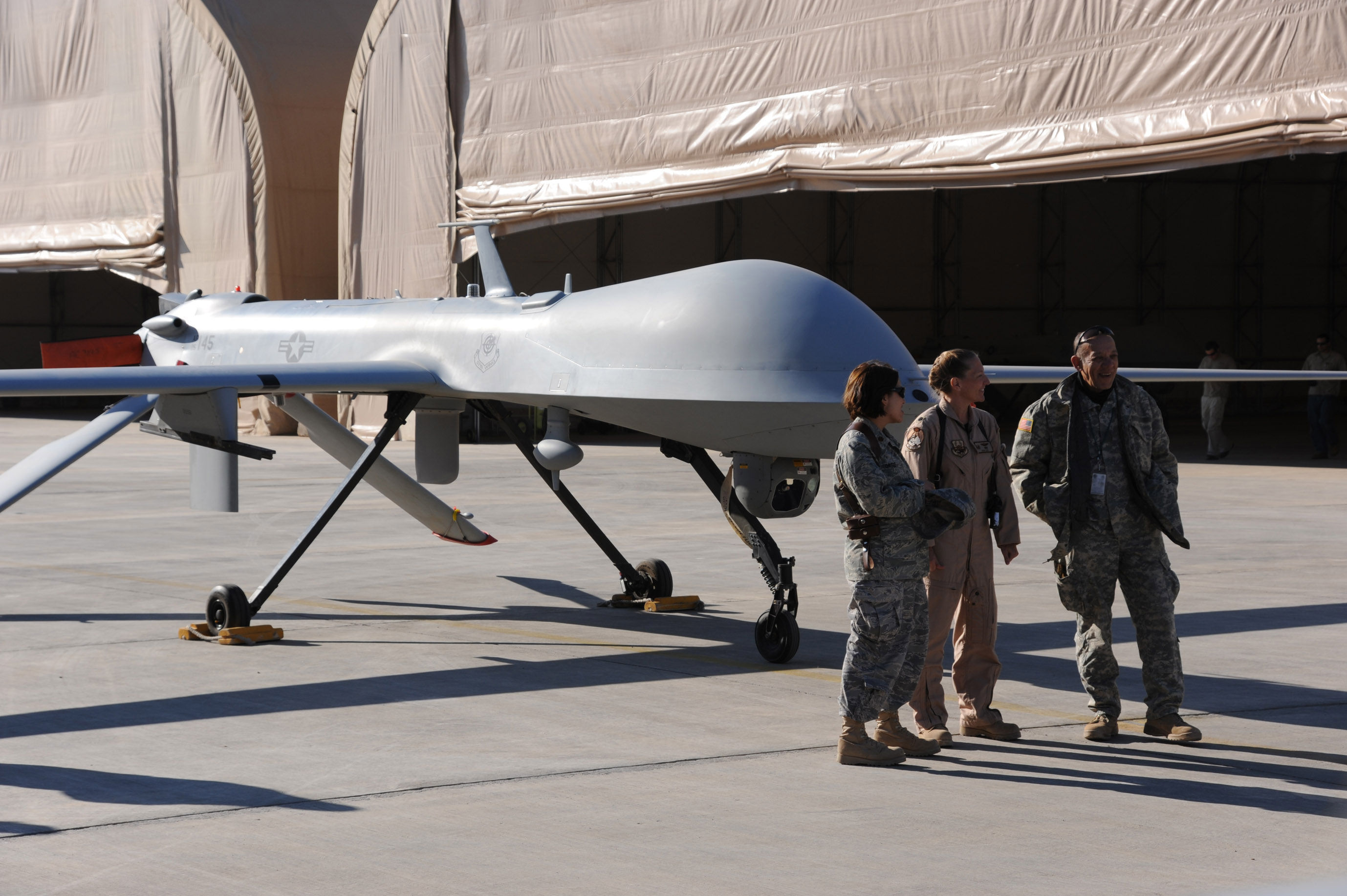
En Irak

- 1995, En opération au-dessus des Balkans au départ de l'Albanie à partir de mai (deux appareils perdus). La carcasse d'un des drones fut remise aux Forces russes selon des sources serbes[7].
- 1996, Poursuite des opérations sur les Balkans, cette fois au départ de la Hongrie. Au total, 600 missions auront lieu sur ce théâtre d'opérations, incluant 50 sorties de combat durant la guerre du Kosovo en 1999. 3 drones furent abattus lors de cette opération dont un par le tir d'un Strela-1[8],[9],[10].
- 1997, l'US Navy annonce son intention d'en acquérir afin de les utiliser au départ de ses porte-avions et bâtiments amphibies. Cela ne fut finalement pas réalisé.
- 2000, À partir de septembre, un Predator de la CIA effectue une quinzaine de vols au-dessus de l'Afghanistan pour obtenir des renseignements sur Oussama ben Laden et Al-Qaida[11].
- 2001, en février ont lieu les premiers tests de la version armée de missiles AGM-114C Hellfire.
- 2001, à la suite des attentats du 11 septembre, des drones Predator (sans armement) effectuent des vols au-dessus de l'Afghanistan le 18 septembre. Après autorisation du pays où sont déployés les Predator, des vols de Predator armés ont lieu à partir du 7 octobre[12].
  - En novembre 2001, un Predator aurait participé au bombardement qui a tué le « numéro 3 » d'Al-Qaida, Mohammed Atef
  - Le 4 février 2002, une frappe de Predator tue trois hommes près de Zhawar Kili dans l'est de l'Afghanistan. Un d'entre eux était soupçonné d'être Oussama ben Laden mais il s'agissait de villageois ramassant de la ferraille[13]
  - Le 4 mars 2002, un Predator détruit un bunker qui bloquait un groupe de Rangers lors des combats du Takur Ghar. C'est la première utilisation connue du Predator en appui aérien rapproché[14]
  - le 6 mai 2002, la CIA tente de tuer par une frappe de Predator le chef tribal Gulbuddin Hekmatyar, qui avait annoncé son intention de renverser le gouvernement Karzaï. C'est la première tentative de tuer une personne qui ne fait pas partie de l'ancien gouvernement taliban ou d'Al-Qaida[15].
- 2002, 50 RQ-1/MQ-1 sont en service au sein de l'US Air Force.
- 2002, Le 3 novembre, la CIA détruit une voiture transportant six membres d'Al-Qaïda au Yémen à la suite d'un tir d'AGM-114 Hellfire depuis un MQ-1.
- 2002, Le 23 décembre, un MiG-25 irakien détruit un drone MQ-1 Predator alors que celui-ci a riposté en tirant un missile air-air. Il s'agit du premier combat aérien d'un drone de combat.
- 2003, l'US Air Force commande 22 exemplaires supplémentaires.
- 2003, fin mars, un RQ-1 détruit un ZSU-23-4 de lutte antiaérienne durant la guerre d'Irak.
- 2004, Le 18 juin 2004, première frappe d'un drone américain dans le cadre du conflit armé du Nord-Ouest du Pakistan tuant le chef taliban Nek Mohammad.
- 2005, Le 1er décembre 2005, une seconde frappe tue Abu Hamza Rabia à l'origine de plusieurs attentats contre Pervez Musharraf.
- 2006, trois frappes en territoire pakistanais tuant 120 membres d'Al-Qaida et des Talibans et vingt civils.
- 2007, cinq frappes en territoire pakistanais tuant 73 membres d'Al-Qaida et des Talibans.
- 2008, 36 frappes en territoire pakistanais tuant 286 membres des Talibans et d'Al-Qaida et 31 civils.
- 2008, le 15 avril, premier vol du MQ-1C Sky Warrior[16].
- 2009, au 30 septembre, 42 frappes en territoire pakistanais tuant 404 membres des Talibans et d'Al-Qaida, le chef du Mouvement islamique d'Ouzbékistan Tohir Yo‘ldosh et 41 civils[17].
- 2010, en avril, la flotte de Predator passe le cap du million d'heures de vol qui ont été réalisées en 80 000 missions, dont 85 % en combat.
- Avril 2011, utilisation en Libye.
- Février 2013, utilisation au Mali[18].
- Octobre 2015, utilisation au Nord Cameroun dans la lutte contre Boko Haram[19].
- 9 mars 2018, retrait du service de l’USAF.

## Présentation
L'ingénieur américain Abraham Karem, né en Irak en 1937, est considéré aujourd'hui comme le père fondateur du drone Predator.
Après avoir construit un premier drone pour les besoins de la Force aérienne israélienne en 1973 lors de la guerre du Kippour, Abraham Karem rejoint quelques années plus tard les États-Unis et y fonde la société Leading Systems Inc. L'US Air Force explique que c'est dans son garage qu'il va fabriquer son premier drone, appelé Albatros. De là, la DARPA va confier à sa société le développement et la construction d'un nouveau drone à partir de l'Albatros… Amber né de ce projet secret, mais dévoilé au grand public en 1987. Après des remous politiques internes, notamment avec l'intervention du Congrès américain et de l'arrêt du financement de ce programme, la société va faire faillite. Elle sera rachetée par General Atomics en 1991, qui va alors développer le Predator que l'on connait aujourd'hui.
Il a été conçu afin d'assurer le renseignement de combat et la surveillance de zone. La lettre « Q » dans sa désignation signifie que c'est un drone, le chiffre « 1 » signifie que c'est le premier drone entré en service depuis l'introduction de la lettre Q dans le système de dénomination, et « R » signifie que sa mission principale est la reconnaissance.
La CIA en a développé une version armée, ensuite également commandée par l'US Air Force. En 2002, l'USAF changea officiellement la dénomination en « MQ-1 Predator », eu égard à son utilisation de plus en plus importante en tant que drone armé, la lettre « M » signifiant Multi-missions.
116 étaient en service en janvier 2009 dans l'USAF, qui prévoit d'en recevoir 38 durant l'année fiscale 2009.
Fin 2011, on compte 161 Predator et 61 stations de contrôle au sol en service
Au cours de l'année fiscale 2015, il commence à être retiré du service et 139 sont en ligne en septembre 2015.
L'US Air Force mettait en œuvre lors de son retrait le 9 mars 2018 environ 120 Predator, avec une disponibilité de 91,16%. Ces drones devraient regagner le cimetière d'avions de la base aérienne de Davis-Monthan, dans l'Arizona. L'avenir de ces appareils est encore incertain. 

### Équipement
Afin d'assurer sa mission de reconnaissance et d'observation, le Predator est équipé de différents capteurs :
- Capteur électro-optique Versatron Skyball Model 1, opérant dans les bandes visible et infrarouge. Ce capteur est équipé d'une tête mobile sous le fuselage, pouvant pivoter à 360 degrés dans le plan horizontal ;
- Capteur radar Westinghouse 783R234 à ouverture synthétique ;
- Transmission de données en temps réel par satellite.

### Versions
- RQ-1K Predator, version de présérie, qui a aussi été employée opérationnellement ;
- RQ-1L Predator, version de série avec des modifications mineures (système de dégivrage, moteur turbocompressé plus puissant) ;
- MQ-1L Predator, version du RQ-1L armée pouvant emporter deux missiles AGM-114 Hellfire.

Les noms RQ-1A, RQ-1B et MQ-1B désignent les systèmes complets Predator, chacun de ces systèmes comprenant l'équipement au sol et quatre drones RQ-1K, RQ-1L ou MQ-1L respectivement.
- MQ-1C Grey Eagle (précédemment appelé Warrior ou Sky Warrior) : dérivé du Predator destiné à l'US Army

Le constructeur General Atomics appelle « Predator A » la famille des Q-1, et réutilise le nom de Predator pour d'autres appareils :
- « Predator B » : évolution du MQ-1 plus grand, motorisé avec un turbopropulseur, pouvant emporter plus d'armement. En service dans l'US Air Force sous le nom de MQ-9 Reaper.
- « Predator C » : Drone de reconnaissance et de combat ayant des caractéristiques furtives: d’une longueur de 13,5 mètres pour une envergure de 22 m, il est propulsé par un réacteur Pratt&Whitney et non par un turbopropulseur comme son aîné. Il est ainsi capable d’évoluer à une vitesse de 740 km/h à une altitude d’environ 15 000 mètres. Également appelé General Atomics Avenger par le constructeur. Le premier vol du premier Avenger a eu lieu en avril 2009 et celui du deuxième prototype Predator C Avenger a lieu le 12 février 2012[26].

### Coût opérationnel
Le coût par heure de vol est estimé à 3 234 euros.

## Utilisateurs
- États-Unis : United States Air Force ( juillet 1995 -9 mars 2018 )
- Maroc : Forces aériennes royales (Maroc)
- Italie : Aeronautica Militare (décembre 2004-19 décembre 2022)[27]
- Turquie : Armée de l'air turque

## Piratage
Des insurgés irakiens ont réussi à intercepter les flux vidéo des drones Predator en utilisant des logiciels destinés à intercepter des flux de données de satellites, les flux vidéo des Predator n'étant pas chiffrés.